# Welsh Premier League 2013-2014
La Welsh Premier League 2013-2014 è stata la 22ª edizione della massima serie del campionato di calcio gallese. La stagione è iniziata il 23 agosto 2013 e si è conclusa il 29 aprile 2014. The New Saints ha vinto il titolo per l'ottava volta nella sua storia.

## Novità
Llanelli e Afan Lido erano retrocesse nella stagione passata ma, a causa del fallimento della squadra Llanelli, l'Afan Lido è stato riammesso in Welsh Premier League. Il Rhyl, vincitore della Cymru Alliance 2012-2013, è stato promosso in Welsh Premier League.

## Regolamento
Le 12 squadre si affrontano in un girone di andata e ritorno, per un totale di 22 giornate. Al termine, le squadre sono divise in due gruppi di sei, in base alla classifica. Ogni squadra incontra le altre del proprio gruppo, in partite di andata e ritorno, per un totale di altre 10 giornate.

La squadra campione è ammessa al secondo turno di qualificazione della UEFA Champions League 2014-2015.

La seconda classificata è ammessa al primo turno di qualificazione della UEFA Europa League 2014-2015.

Le squadre classificate dal terzo al sesto posto partecipano ai play-off per l'assegnazione di un altro posto nel primo turno di qualificazione della UEFA Europa League 2014-2015.

L'11ª e la 12ª classificata sono retrocesse direttamente in Cymru Alliance o in Welsh Football League Division One.

## Squadre partecipanti
| Club                | Città         | Stadio              | Posizione 2012-2013        |
| ------------------- | ------------- | ------------------- | -------------------------- |
| Aberystwyth Town    | Aberystwyth   | Park Avenue         | 10º posto                  |
| Afan Lido           | Aberavon      | Marstons Stadium    | 12º posto                  |
| Airbus UK Broughton | Broughton     | The Airfield        | 2º posto                   |
| Bala Town           | Bala          | Maes Tegid          | 7º posto                   |
| Bangor City         | Bangor        | Farrar Road Stadium | 3º posto                   |
| Carmarthen Town     | Carmarthen    | Richmond Park       | 6º posto                   |
| GAP Connah's Quay   | Connah's Quay | Deeside Stadium     | 8º posto                   |
| Newtown             | Newtown       | Latham Park         | 9º posto                   |
| Port Talbot Town    | Port Talbot   | Victoria Road       | 4º posto                   |
| Prestatyn Town      | Prestatyn     | Bastion Road        | 5º posto                   |
| Rhyl                | Rhyl          | Belle Vue           | 1º posto in Cymru Alliance |
| The New Saints      | Oswestry      | Park Hall           | Campione del Galles        |

## Stagione regolare

### Classifica
|  | Pos. | Squadra             | Pt | G  | V  | N | P  | GF | GS | DR  |
|  | ---- | ------------------- | -- | -- | -- | - | -- | -- | -- | --- |
|  | 1.   | The New Saints      | 50 | 22 | 15 | 5 | 2  | 58 | 12 | +46 |
|  | 2.   | Airbus UK Broughton | 44 | 22 | 13 | 6 | 3  | 43 | 22 | +21 |
|  | 3.   | Carmarthen Town     | 33 | 22 | 9  | 6 | 7  | 36 | 34 | +2  |
|  | 4.   | Bangor City         | 32 | 22 | 9  | 5 | 8  | 33 | 28 | +5  |
|  | 5.   | Newtown             | 32 | 22 | 9  | 5 | 8  | 34 | 39 | -5  |
|  | 6.   | Rhyl                | 31 | 22 | 9  | 4 | 9  | 32 | 31 | +1  |
|  | 7.   | Aberystwyth Town    | 29 | 22 | 8  | 8 | 6  | 41 | 37 | +4  |
|  | 8.   | Bala Town           | 26 | 22 | 7  | 5 | 10 | 35 | 32 | +3  |
|  | 9.   | Prestatyn Town      | 24 | 22 | 6  | 6 | 10 | 27 | 30 | -3  |
|  | 10.  | Port Talbot Town    | 24 | 22 | 6  | 6 | 10 | 25 | 34 | -9  |
|  | 11.  | GAP Connah's Quay   | 20 | 22 | 5  | 5 | 12 | 25 | 56 | -31 |
|  | 12.  | Afan Lido           | 14 | 22 | 3  | 5 | 14 | 17 | 51 | -34 |

Legenda:

      Ammesse alla poule scudetto

      Ammesse alla poule retrocessione

### Risultati
|                     | Abe | Afa | Air | Bal | Ban | Car | Con | New | Por | Pre | Rhy | TNS |
| ------------------- | --- | --- | --- | --- | --- | --- | --- | --- | --- | --- | --- | --- |
| Aberystwyth Town    | ––– | 3-0 | 2-1 | 1-1 | 3-3 | 3-2 | 3-3 | 3-3 | 1-2 | 1-0 | 3-2 | 2-2 |
| Afan Lido           | 2-1 | ––– | 1-3 | 1-6 | 0-3 | 2-2 | 2-1 | 2-2 | 0-3 | 0-1 | 0-3 | 1-2 |
| Airbus UK Broughton | 4-1 | 2-0 | ––– | 2-1 | 0-1 | 1-0 | 1-2 | 6-1 | 3-0 | 2-0 | 2-2 | 1-1 |
| Bala Town           | 0-0 | 0-0 | 1-2 | ––– | 1-0 | 2-4 | 7-0 | 1-0 | 0-0 | 2-1 | 0-1 | 1-3 |
| Bangor City         | 3-2 | 1-0 | 0-1 | 4-2 | ––– | 0-1 | 4-1 | 2-1 | 1-1 | 0-1 | 2-3 | 1-2 |
| Carmarthen Town     | 0-3 | 3-0 | 0-1 | 2-0 | 4-4 | ––– | 3-3 | 0-2 | 3-1 | 2-1 | 1-0 | 0-0 |
| Connah's Quay       | 0-4 | 0-0 | 1-2 | 2-1 | 2-1 | 1-3 | ––– | 0-4 | 0-2 | 2-2 | 1-3 | 0-4 |
| Newtown             | 0-0 | 3-3 | 2-2 | 2-1 | 0-1 | 0-4 | 2-3 | ––– | 2-0 | 2-1 | 2-0 | 1-0 |
| Port Talbot Town    | 3-0 | 5-1 | 1-1 | 0-2 | 1-2 | 1-1 | 0-0 | 0-1 | ––– | 1-2 | 1-0 | 1-3 |
| Prestatyn Town      | 2-2 | 1-2 | 2-3 | 4-1 | 0-0 | 1-1 | 1-2 | 5-2 | 0-0 | ––– | 0-0 | 1-0 |
| Rhyl                | 0-3 | 3-0 | 2-2 | 2-4 | 0-0 | 2-0 | 2-1 | 0-1 | 5-2 | 2-1 | ––– | 0-2 |
| The New Saints      | 4-0 | 3-0 | 1-1 | 1-1 | 2-0 | 6-0 | 5-0 | 5-1 | 6-0 | 3-0 | 3-0 | ––– |

## Poule scudetto
Le squadre mantengono i punti conquistati nella stagione regolare.

### Classifica
|                   | Pos. | Squadra             | Pt | G  | V  | N | P  | GF | GS | DR  |
| ----------------- | ---- | ------------------- | -- | -- | -- | - | -- | -- | -- | --- |
| Galles (bandiera) | 1.   | The New Saints      | 73 | 32 | 22 | 7 | 3  | 86 | 20 | +66 |
|                   | 2.   | Airbus UK Broughton | 59 | 32 | 17 | 9 | 6  | 56 | 34 | +22 |
|                   | 3.   | Carmarthen Town     | 48 | 32 | 14 | 6 | 12 | 54 | 51 | +3  |
|                   | 4.   | Bangor City         | 48 | 32 | 14 | 6 | 12 | 47 | 50 | -3  |
|                   | 5.   | Newtown             | 42 | 32 | 12 | 6 | 14 | 46 | 58 | -12 |
|                   | 6.   | Rhyl                | 38 | 32 | 11 | 5 | 16 | 43 | 49 | -6  |

Legenda:

      Campione del Galles e ammessa alla UEFA Champions League 2014-2015

      Ammessa alla UEFA Europa League 2014-2015

      Ammesse allo spareggio Europa League

### Risultati
|                     | Air  | Ban  | Car  | New  | Rhy  | TNS  |
| ------------------- | ---- | ---- | ---- | ---- | ---- | ---- |
| Airbus UK Broughton | –––– | 0-1  | 1-2  | 1-0  | 2-1  | 1-1  |
| Bangor City         | 2-4  | –––– | 3-1  | 1-0  | 2-0  | 1-9  |
| Carmarthen Town     | 1-2  | 0-1  | –––– | 6-1  | 2-1  | 1-0  |
| Newtown             | 1-1  | 3-1  | 0-3  | –––– | 2-1  | 1-2  |
| Rhyl                | 2-0  | 1-1  | 4-2  | 0-3  | –––– | 0-2  |
| The New Saints      | 1-1  | 4-1  | 4-0  | 3-1  | 2-1  | –––– |

## Poule retrocessione
Le squadre mantengono i punti conquistati nella stagione regolare.

### Classifica
|  | Pos. | Squadra           | Pt | G  | V  | N | P  | GF | GS  | DR  |
|  | ---- | ----------------- | -- | -- | -- | - | -- | -- | --- | --- |
|  | 1.   | Aberystwyth Town  | 51 | 32 | 15 | 9 | 9  | 72 | 48  | +24 |
|  | 2.   | Bala Town         | 45 | 32 | 13 | 6 | 13 | 61 | 45  | +16 |
|  | 4.   | Port Talbot Town  | 38 | 32 | 10 | 8 | 14 | 45 | 53  | -8  |
|  | 5.   | GAP Connah's Quay | 38 | 32 | 10 | 8 | 14 | 47 | 65  | -18 |
|  | 3.   | Prestatyn Town    | 35 | 32 | 9  | 8 | 15 | 42 | 47  | -5  |
|  | 6.   | Afan Lido         | 15 | 32 | 3  | 6 | 23 | 21 | 100 | -79 |

Legenda:

      Ammessa in Europa League

      Retrocesse in First Division 2014-2015

### Risultati
|                  | Abe  | Afa  | Bal  | Con  | Por  | Pre  |
| ---------------- | ---- | ---- | ---- | ---- | ---- | ---- |
| Aberystwyth Town | –––– | 7-1  | 2-3  | 2-1  | 6-1  | 4-0  |
| Afan Lido        | 0-6  | –––– | 0-5  | 1-8  | 2-8  | 0-2  |
| Bala Town        | 1-2  | 6-0  | ---- | 2-0  | 3-1  | 2-4  |
| Connah's Quay    | 3-0  | 3-0  | 1-1  | –––– | 2-0  | 1-1  |
| Port Talbot Town | 1-1  | 0-0  | 2-1  | 1-2  | –––– | 2-0  |
| Prestatyn Town   | 0-1  | 4-0  | 1-2  | 1-1  | 2-4  | –––– |

## Play-off per l'Europa League
Le squadre classificate dal terzo al sesto si affrontano nei play-off per la conquista dell'ultimo posto disponibile per la UEFA Europa League 2014-2015. Tutte le sfide si giocano in gara unica, in casa della squadra con il miglior piazzamento in classifica.

### Semifinali
|                 | Risultati |         | Luogo e data               |  |
| --------------- | --------- | ------- | -------------------------- |  |
| Bangor City     | 1 - 0     | Newtown | Bangor, 10 maggio 2014     |  |
| Carmarthen Town | 1 - 6     | Rhyl    | Carmarthen, 10 maggio 2014 |  |

### Finale
|             | Risultati |      | Luogo e data           |  |
| ----------- | --------- | ---- | ---------------------- |  |
| Bangor City | 2 - 0     | Rhyl | Bangor, 17 maggio 2014 |  |

## Classifica marcatori
| Gol |  |  | Giocatore        | Squadra           |
| --- |  |  | ---------------- | ----------------- |
| 24  |  |  | Chris Venables   | Aberystwyth Town  |
| 23  |  |  | Rhys Griffiths   | Port Talbot Town  |
| 21  |  |  | Mark Connolly    | Bala Town         |
| 17  |  |  | Christian Doidge | Carmarthen Town   |
| 16  |  |  | Greg Draper      | The New Saints    |
| 16  |  |  | Lee Hunt         | Prestatyn Town    |
| 16  |  |  | Michael Wilde    | The New Saints    |
| 14  |  |  | Les Davies       | Bangor City       |
| 14  |  |  | Gary O'Toole     | GAP Connah's Quay |

## Verdetti
- Campione del Galles:  The New Saints
- In UEFA Champions League 2014-2015:  The New Saints
- In UEFA Europa League 2014-2015:   Airbus UK Broughton,  Aberystwyth Town e  Bangor City
- Retrocesse:  Afan Lido